# Lelex (König von Leukas)
Lelex (altgriechisch Λέλεξ Lélex) ist in der griechischen Mythologie ein gebürtiger Leukade und König auf der Insel Leukas. Er galt in der Antike neben Lelex, dem Sohn des Poseidon, als Ahnherr der Leleger, die nicht griechisch sprachen. 
Lelex hatte eine Tochter, die den Leleboas gebar. Dieser hatte 22 Söhne, die auch Teleboer genannt wurden.